# Corrie Bakker

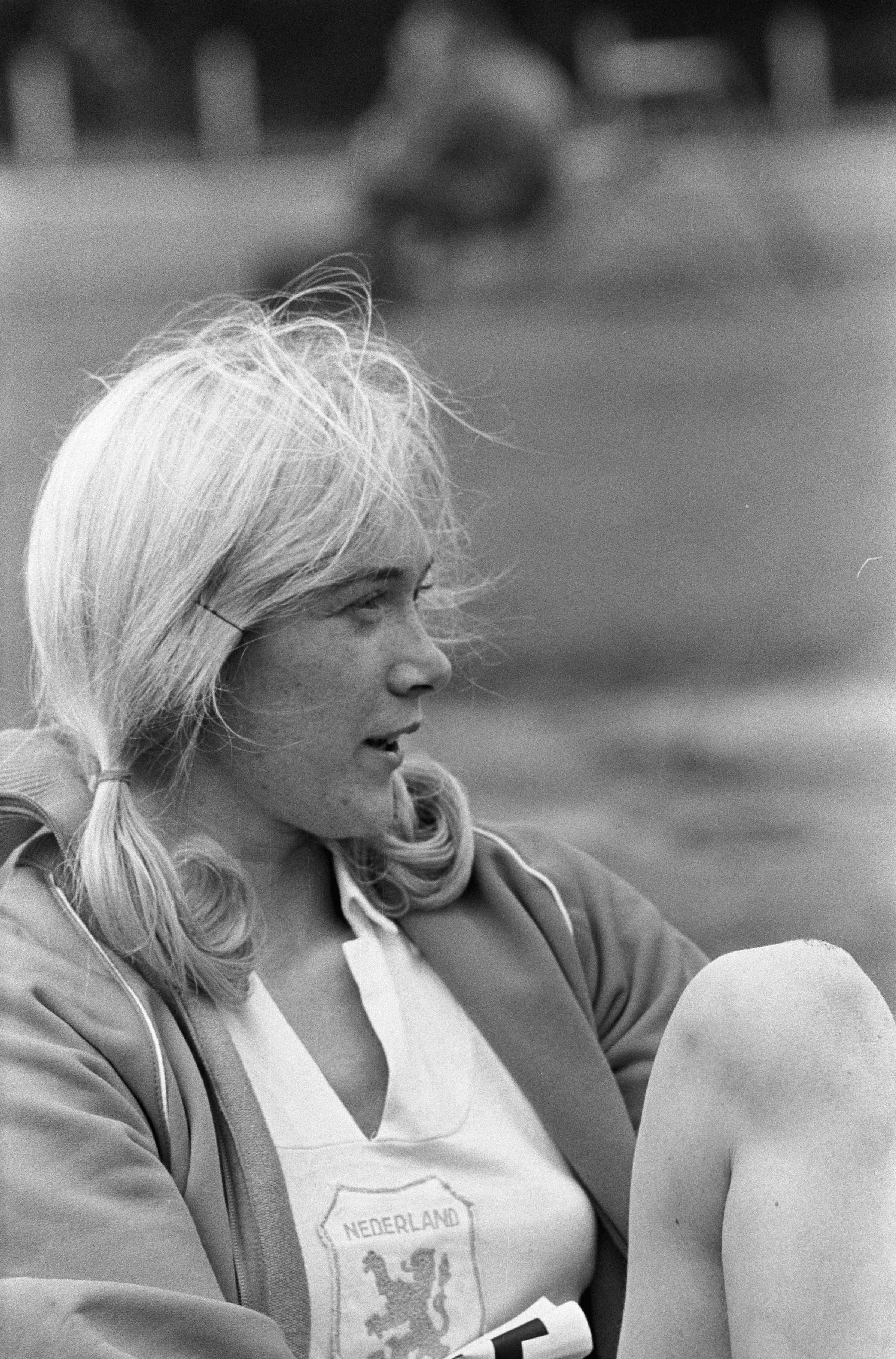
Corrie Bakker, 1966

Corrie Bakker (eigentlich Cornelia Johanna Marretje Bakker, geschiedene Stigter; * 16. Juni 1945 in Utrecht) ist eine ehemalige niederländische Sprinterin, Weitspringerin und Fünfkämpferin.
1966 wurde sie bei den Leichtathletik-Europameisterschaften in Budapest Vierte im Weitsprung und erreichte über 100 m das Halbfinale. 1967 wurde sie bei den Europäischen Hallenspielen in Prag Sechste im Weitsprung.
Bei den Olympischen Spielen 1968 in Mexiko-Stadt wurde sie Vierte in der 4-mal-100-Meter-Staffel.
Fünfmal wurde sie Niederländische Meisterin im Weitsprung (1962, 1965–1967, 1969) und je einmal über 100 m (1965) und im Fünfkampf (1966). In der Halle holte sie 1970 den nationalen Titel im Weitsprung.

## Persönliche Bestleistungen
- 100 m: 11,7 s, 15. August 1965, Groningen
- 200 m: 23,3 s, 5. Oktober 1968, Mexiko-Stadt (ehemaliger nationaler Rekord)
- Weitsprung: 6,38 m, 2. Juni 1970, Arnhem
  - Halle: 6,19 m, 18. Januar 1967, Leningrad (ehemaliger nationaler Rekord)
- Fünfkampf: 4798 Punkte, 1970